# Mick Wall
Pour les articles homonymes, voir Wall.
Mick Wall est un journaliste musical anglais né le 23 juin 1958. Il est présentateur d'émissions à la radio et à la télévision et collabore pour la presse écrite. Mick Wall est un des critiques rock les plus connus d'Angleterre.

## Biographie
Il commence sa carrière en 1977 dans le magazine Sounds en écrivant sur le mouvement punk et la new wave avant de s'intéresser aussi au rockabilly, funk, hard rock et heavy metal. En 1979, âgé d'une vingtaine d'années, il quitte le journalisme pour s'investir dans sa propre entreprise de relations publiques, Heavy Publicity. Cette entreprise travaille pour des groupes tels que Black Sabbath, Journey, Thin Lizzy, REO Speedwagon, Dire Straits, The Damned, Ultravox et bien d'autres. Au début des années 1980, Mick Wall travaille également pour Virgin Records en tant qu'attaché de presse d'artistes tels que Ian Gillan, Human League, Simple Minds ou Japan.
En 1983, il retourne au journalisme, devenant une des plumes les plus en vue du magazine Kerrang! qui vient d'être créé. Pendant neuf ans il sera le principal reporter de ce magazine. 
En 1998, Mick Wall est l'éditeur fondateur du magazine Classic Rock et il présente des émissions sur Sky TV, BBC GLR, Radio One ou encore Planet Rock. Il est aussi un visage familier de plusieurs émissions et documentaires des chaînes BBC TV, ITV, Sky One, Channel Four et MTV. Il écrit également de temps à autre pour le journal français Libération.
Mick Wall est l'auteur de nombreuses biographies d'artistes et de groupes tels que Black Sabbath, Iron Maiden, Bono ou Guns N' Roses. Ce dernier groupe insulte Mick Wall dans la chanson Get in the Ring (en) après une dispute avec le chanteur Axl Rose. Mick Wall, qui était l'ami et le confident d'Axl Rose, affirme que la colère du chanteur vient du fait qu'il « ne fit pas ce qu'on lui avait dit de faire ». Son livre le plus connu demeure Paranoid: Black Days With Sabbath & Other Horror Stories (1999), une chronique de ses abus de substances prohibées en compagnie des plus grandes rock stars au cours des années 1980. Un de ses derniers livres en date, une biographie de Led Zeppelin, When Giants Walked the Earth: A Biography of Led Zeppelin (2008), a reçu un accueil critique et public enthousiaste, devenant un best-seller.
Mick Wall tient également un blog sur son site, www.mickwall.com, où il raconte de façon ironique et souvent drôle sa vie actuelle ainsi que des anecdotes du passé sur les rock stars qu'il a fréquentées.

## Œuvre bibliographique
Tous ces livres, excepté celui consacré à Iron Maiden, sont en anglais et n'ont pas été traduits en français.
- Gary Bushell, Mick Wall et Stephen Rea, Ozzy Osbourne : Diary of a Madmann, Hal Leonard Corp., octobre 2004, 240 p.  (ISBN 978-0-9463-9146-2).
  - Réédition : Diary of a Madman : the Official Biography of Ozzy Osbourne, Zomba Books, 1985.
- Market Square Heroes - The Authorized Biography of Marillion, Sidgwick & Jackson, 1987
- Guns N' Roses : The Most Dangerous Band In The World, Sidgwick & Jackson, Londres, 1991, ix-147-[8] p.  (ISBN 0-2830-6086-7).
  - Réédition, revue et augmentée : Sidgwick & Jackson, Londres, 1993, ix-160-[8] p.  (ISBN 0-2830-6186-3).
- Pearl Jam, Sidgwick & Jackson, Londres, 1994, 175 p.-[8] p.  (ISBN 0-2830-6207-X).
- All Night Long: The True Story of Jon Bon Jovi, Omnibus Press, Londres, 1995, 91 p.  (ISBN 0-7119-4894-1).
- Mick Wall et Malcolm Dome, Stone Temple Pilots, Omnibus, Londres, 1995, 62 p.  (ISBN 0-7119-4822-4).
- Run To The Hills: The Authorized Biography of Iron Maiden[1], Sanctuary, Londres, 1997.
  - Première édition au format de poche[2] : Run To The Hills: The Official Biography of Iron Maiden, Sanctuary Books, Londres, avril 1998, 352 p.  (ISBN 978-1-8607-4666-6).
  - Deuxième édition au format de poche[3] : Run To The Hills: The Authorized Biography of Iron Maiden, Sanctuary, Londres, 2001, 359 p.-24 p. de planches illustrées  (ISBN 1-8607-4287-4).
  - Traduction française : (fr)  Iron Maiden : l'épopée des killers (traduction de Sébastien Raizer), éditions Camion blanc, Rozières-en-Haye, 2005, 377 p.,  (ISBN 2-9101-96-95-X), (BNF 40020549).
- Paranoid : Black Days With Sabbath & Other Horror Stories, Mainstream, février 1999.
- Devil Music : the True Story of Ozzy and Sabbath, Mainstream, mars 2000, 208 p.  (ISBN 978-1-8401-8666-6).
- Mr Big: Ozzy, Sharon and My Life as the Godfather of Rock, Robson Books, 2004 (écrit avec Don Arden)
- XS All Areas: the Autobiography of Status Quo, Sidgwick & Jackson, 2004 (écrit avec Francis Rossi et Rick Parfitt)
- John Peel : a Tribute to the Legendary DJ and Broadcaster, Orion, Londres, 2004.
  - Réédition[4] : Orion, Londres, 2005, 295 p.-[16] p.  (ISBN 0-7528-7674-0).
- Bono: Saint and Sinner, Da Capo Press, juin 2005, 356 p.  (ISBN 1-5602-5717-2).
- Bono : In The Name Of Love, Andre Deutsch, Londres, 2005, 330 p.-16 p. de planches illustrées  (ISBN 0-2330-0123-9).
  - Première édition au format de poche : Andre Deutsch, Londres, 2005, 330 p.-16 p. de planches illustrées  (ISBN 0-2330-0159-X).
- Star Trippin’ : the Best of Mick Wall 1985-91 : featuring: Led Zeppelin, Guns N’ Roses, Bon Jovi, Black Sabbath, Deep Purple, Def Leppard, Mötley Crüe, Metallica, Iron Maiden & more!, M&G, Londres, 2006, 188 p.  (ISBN 978-0-9552-7800-6).
- W. Axl Rose : the Unauthorised Biography, Sidgwick & Jackson, Londres, 2007, 352 p.-[16] p.  (ISBN 978-0-2830-7047-1) ou  (ISBN 978-0-2830-7054-9).
- When Giants Walked the Earth : a Biography of Led Zeppelin, Orion, Londres, 2008, 520 p.  (ISBN 978-0-7528-7547-7).
- Osbournes Confidential: An Insider's Chronicle, JR Books, 2008
- Appetite For Destruction: Legendary Encounters With Mick Wall, Orion Books, 2010
- Enter Night – Metallica: The Biography, Orion Books, 2010
- AC/DC - Hell Ain’t A Bad Place To Be, Orion Books, 2012
- Black Sabbath: Symptom of the Universe, Orion Books, 2013
- Lou Reed: The Life, Orion Books, 2013
- Love Becomes A Funeral Pyre: The Biography of The Doors, Orion Books, 2014
- Black Sabbath: Symptom of the Universe St. Martin's Press, 2015
- Getcha Rock's Off: Sex & Excess. Bust Up's & Binges. Life & Death on the Rock N' Roll Road, Orion Books, 2015[5]
- Foo Fighters : Learning to Fly, Orion Books, 2015
- Lemmy : The Definitive Biography, Orion Books, 2016[6]